# Combinaison de survie

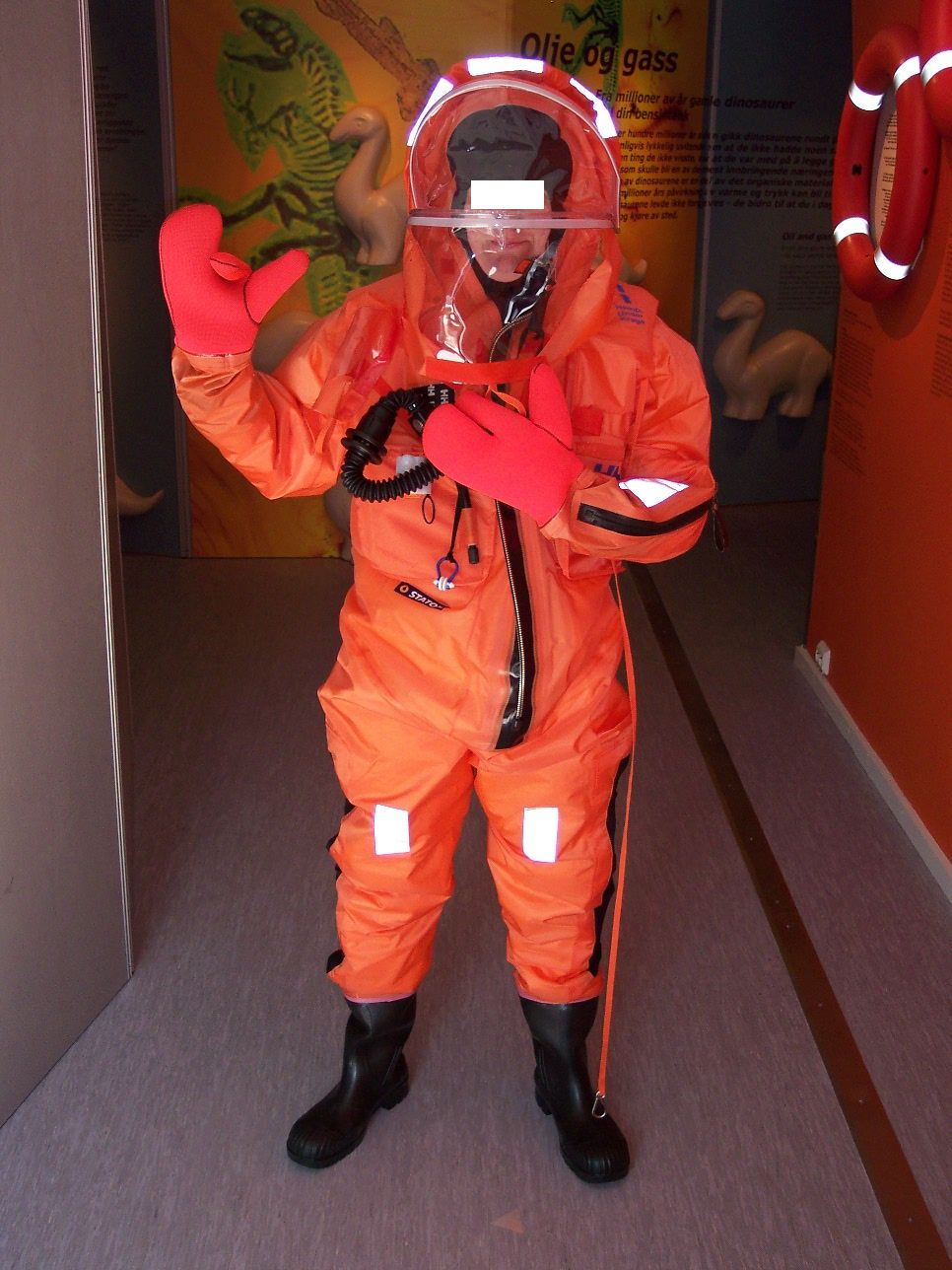
Combinaison de survie

La combinaison d'immersion ou combinaison de survie est un engin de sauvetage individuel permettant de se préserver de l'hypothermie tout en procurant une flottabilité sur le dos.
Depuis juillet 2006, tous les navires de charge doivent avoir à leur bord au moins une combinaison de survie pour chaque membre d'équipage. Elle doit satisfaire aux prescriptions de la règlementation SOLAS dans son chapitre III. Plus précisément, les combinaisons d'immersion doivent satisfaire aux exigences de l'article 2.3 du Life-Saving Appliances Code (LSA),
La combinaison est présentée dans un conteneur ou un sac, elle est étanche à l'eau, dotée de bonnes propriétés d'isolation thermique (baisse de la température corporelle inférieure à 2 °C lors d'une immersion de 6h dans une eau à 0 °C), fabriquée généralement en néoprène (d'autres matières sont également utilisées) et s'enfile par-dessus les vêtements (à l'exception des chaussures sauf pour certains modèles spéciaux). Elle est munie de bandes rétro-réfléchissantes, d'une lampe de signalisation, d'un poumon de flottabilité parfois gonflable (automatiquement ou à la bouche), d'une poche de liquide colorant, d'un sifflet et d'une ligne de vie (cordage). Cependant la combinaison d'immersion n'est pas systématiquement conçue pour que le naufragé puisse être directement treuillé ou hélitreuillé et il faut alors enfiler un harnais adéquat.
Il doit être possible de l'enfiler en moins de deux minutes.
Le port de certaines combinaisons de survie dispense de l'utilisation d'un gilet de sauvetage ou d'une brassière de sauvetage car les combinaisons peuvent d'elles-mêmes assurer la flottabilité du naufragé et son retournement sur le dos en moins de 5 secondes. En France, la législation va au-delà de la convention SOLAS puisque les combinaisons d'immersion doivent assurer le rôle de gilet de sauvetage intégré. Il est donc inutile, voire dangereux, d'en capeler un en sus.

## Normes française et internationale de formation
La formation permettant d'aborder le capelage et une mise en situation avec la combinaison de survie s'appelle en France "Technique Individuelle de Survie" (TIS).
 L'arrêté du 7 juillet 1999 relatif à la délivrance du certificat de formation de base à la sécurité cite au §1.5. "Moyens de sauvetage individuels" la combinaison d'immersion. La norme internationale en référence est la convention STCW 78 amendée en 95 Chapitre VI Règle VI/1, Section A-VI/1 §2 & Tableau A-VI/1-1.

## Publication du gouvernement du Canada
Le rapport "La survie en eaux froides" de Transports Canada" de 2003 prend essentiellement ses références dans le monde maritime anglo-saxon. Il présente l'histoire, les données statistiques et scientifiques concernant le développement technologique des combinaisons de survie jusqu'en 2002. Il y est évoqué la relation entre combinaison de survie et brassière de sauvetage ainsi que les conditions de travail rendant nécessaire le port de la combinaison par les marins.

## Sauvetages de naufragés bénéficiant du port de la combinaison de survie

### Naufrage du chalutier "LE SILLON" le1erfévrier 2014
Le Sillon, chalutier pêche arrière en acier, long de 21,50 mètres, immatriculé au Guilvinec, a été construit en 1987.
Alors qu’il était au large des côtes de Cornouailles britannique le samedi 1er février 2014, une forte vague a détruit sa passerelle, blessant son capitaine de quart, et l'a privé d'énergie. Le mouvement de plateforme du navire étant trop important (vent de 60 nœuds et creux de 8 mètres), les six hommes d’équipage ont dû se mettre successivement à l’eau avec leur combinaison de survie. Les cinq premiers ont pu être hélitreuillés par l'hélicoptère SAR britannique du RNAS Culdrose (en), le patron du navire, blessé, a été ensuite récupéré par le canot tout temps SAR britannique de Padstow. Le temps de récupération mis par l'équipage de l'hélicoptère a été de 3 à 4 minutes par naufragé nécessitant un très grand effort de la part de Russ "Patch" Adams, plongeur de l'équipage héliporté qui dut gonfler son gilet de sauvetage pour se maintenir efficacement en surface. L'épave du navire s'est échouée au lieu-dit « Totty Cove » au nord-est de Park Head le dimanche 2 février 2014,.

### Naufrage du chalutierSnekkar Arcticle 21 février 1986

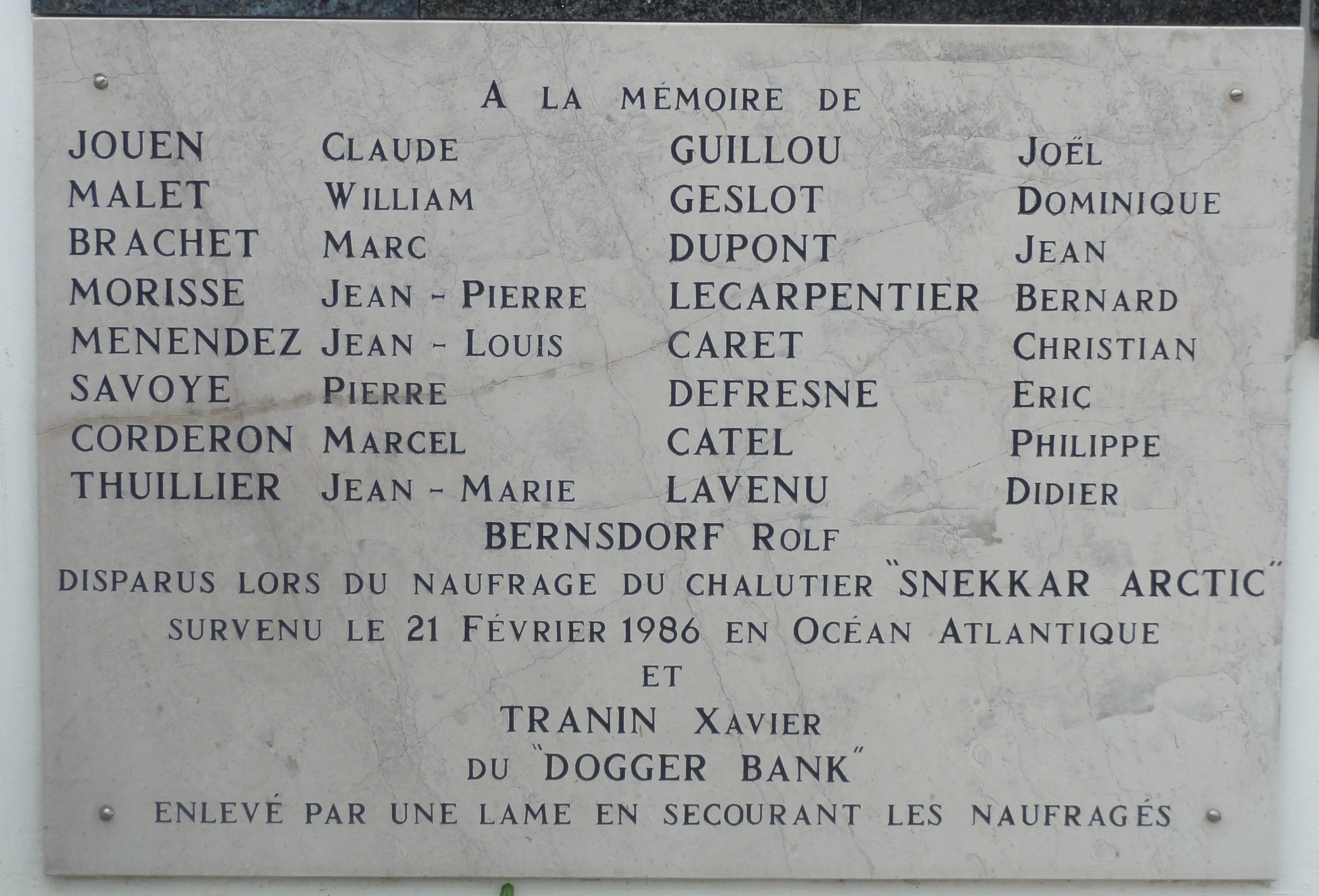
Plaque commémorative au calvaire des marins de Boulogne-sur-Mer.

Le Snekkar Arctic, chalutier pêche arrière en acier, long de 49,95 mètres, immatriculé à Dieppe, a été construit en 1984.
À l’occasion de sa septième marée, en pêche à environ 540 kilomètres des côtes à l’Ouest de l’Écosse (360 miles à l’Ouest de l’Ile Lewis. Longitude 58°10), il sillonnait la zone de Rockall parmi une flottille de douze chalutiers. Un vent soufflait de secteur Nord-Est de force 5 à 6 avec des rafales de neige et la mer formait des creux de 3 à 4 mètres. Le vendredi 21 février 1986, après une croche peu après minuit puis le virage du train de pêche, peu après une heure du matin, le navire filait à nouveau son chalut avec difficulté en prenant progressivement de la gite sur tribord. Environ une heure et demie plus tard, après une panne électrique et un envahissement progressif de son usine de traitement des captures générant une carène liquide importante, il se couchait violemment et disparaissait en 8 minutes en s'enfonçant par l'arrière. Au moment où l’éclairage principal s’était arrêté, plusieurs marins du navire avaient réussi à rejoindre les coursives des logements où se trouvaient les armoires à combinaisons de survie. À part le cuisinier Charles Darey qui en avait essayé une par curiosité à l’occasion d'un récent reportage à bord de l'émission Thalassa, c’est la première fois que ces marins utilisaient un tel équipement de survie. Les combinaisons du modèle inventé par le commandant Daniel Rigolet pour permettre aux naufragés de flotter et de résister au froid avaient alors une taille unique. Les premiers marins équipés ont réussi à survivre. Une fois à l’eau, certains, malgré le faible éclairage de la lune, ont d'abord vu un radeau pneumatique disparaître avec le navire bien que dégagé de son support et gonflé (aucune embarcation de sauvetage n’a joué son rôle lors de ce naufrage).
À bord du chalutier Dogger-Bank qui travaillait à environ un mille de distance, la disparition du visuel des feux et de l'écho radar du Snekkar Arctic a incité le patron, Jean-Claude Bellamy, à se rapprocher prudemment pour voir ce qui se passait. Ne trouvant rien au point de rencontre supposé et envisageant de remettre en pêche, il a alors aperçu à une distance de 500 mètres des petites lumières qu’il a d’abord pris pour des feux de bouées de cordiers. Il venait de découvrir les naufragés et porta secours avec son équipage. Le dernier des neuf rescapés a été récupéré deux heures après le naufrage. Au cours de ce long et difficile repêchage dans l’obscurité, le Dogger-Bank a perdu un homme. Dès le début de l’opération, le marin Xavier Tranin était descendu par l’échelle de pilote pour se saisir de l’un des naufragés épuisé qui n’avait plus la force de grimper. Un paquet de mer l’ayant fait alors heurter violemment la coque l’a précipité dans la mer. Non assuré par une ligne de vie, il a disparu avec l’homme qu’il était en train d’agripper. Avec les 17 disparus du Snekkar Arctic, le bilan de ce naufrage est de 18 morts et 9 rescapés.